# E quel giorno non mi perderai più
E quel giorno non mi perderai più  è un brano musicale cantato da Franco Fasano e  scritto da Fabrizio Berlincioni su musica dello stesso Fasano.
La canzone partecipò al Festival di Sanremo 1989 nella sezione Nuovi ed arrivò al terzo posto. Nella stessa occasione Fasano partecipò anche nella categoria dei Campioni come autore con altre due canzoni, vale a dire La fine del mondo, eseguita da Gigi Sabani, e Ti lascerò, che avrebbe vinto la manifestazione nell'interpretazione in duetto di Anna Oxa e Fausto Leali.
La canzone è stata inserita nel suo primo album Un cielo che non sai e nella raccolta fff - FORTISSIMISSIMO.
Il Brano è stato arrangiato da Mario Natale presso NTM Studio, Vimodrone (MI)